# Stéphane Lévin
Pour les articles homonymes, voir Lévin.
Stéphane Lévin est un explorateur français né le 26 avril 1963 au Cameroun, sur une exploitation de café.

## Biographie
Connu pour ses expéditions à but scientifique, partagées avec des lycéens, il a ainsi voyagé en Arctique, au Sahara et dans la jungle de Guyane.
En février 2005, il a été élu membre de la Société des explorateurs français.

## Expéditions
- 2001 : raid en ski et traineau vers le Pôle Nord magnétique.
- 2002 : Seul dans la nuit polaire, hivernage en solitaire dans des conditions extrêmes de survie, dans le haut arctique canadien[3].
- 2005-2006 : Mission Nanook

Programme Voyageurs des sciences :
- 2006 :  Voyageurs des Glaces
- 2007 :  Voyageurs des Sables
- 2008 :  Voyageurs des Fleuves, exploration du fleuve Amazone pour étudier son écosystème et la biodiversité de sa forêt[4].